# Ivan Asen I
Ivan Asen I (Bulgaars: Иван Асен I) of Johannes Asen I (?-1196) was van 1189 tot 1196 tsaar van Bulgarije.

## Leven
Ivan Asen en zijn broer Theodoor, de latere tsaar Peter IV, stamden uit een bojarengeslacht van grondbezitters uit Târnovo genaamd Belgoen. Ze verschenen in 1185 voor de Byzantijnse keizer Isaäk II Angelos met het verzoek voor een pronoia. Na Isaäks weigering beraamden ze een opstand van Bulgaren en Vlachen, die ze wisten te verenigen in de gezamenlijke verering van de heilige Demetrius. Van deze twee volkeren kregen de Bulgaren de overhand, hoewel Ivan en Theodoor Peter zelf mogelijk etnisch Vlachisch of Koemaans waren.
Isaäk moest na enkele jaren oorlog, waarin de broers eerst vergeefs Thracië waren binnengevallen, in 1188 het Tweede Bulgaarse Rijk erkennen. Het omvatte Moesië en de Dobroedzja en werd geregeerd vanuit Târnovo. Ter verzekering van de wapenstilstand verbleef een andere broer, Kalojan, als gijzelaar in Constantinopel. Aangezien het Bulgaarse aartsbisdom Ochrid onder Byzantijns gezag viel, zetten de gebroeders Asen een nieuwe kerkelijke organisatie op door de prelaat van Târnovo tot aartsbisschop te verheffen. De nieuwe aartsbisschop kroonde Ivan Asen tot tsaar (keizer), terwijl Theodoor Peter als ongekroonde mindere in de oude hoofdstad Preslav resideerde en de oostelijke helft van het rijk regeerde.
In de voortdurende strijd met Isaäk Angelos versloegen de Bulgaren Byzantium in 1190 en bij Arcadiopel opnieuw in 1193, waarbij Centraal-Thracië werd ingenomen. Na een hernieuwde Byzantijnse nederlaag in 1196 werd Ivan Asen vermoord door een van zijn bojaren, Ivanko. Zijn opvolger Theodoor Peter viel een jaar later hetzelfde lot ten deel, waarna de derde broer Kalojan de troon besteeg.
In 1218 besteeg Ivans zoon Ivan Asen II de Bulgaarse troon.